# Rolstoelcurling op de Paralympische Winterspelen 2010

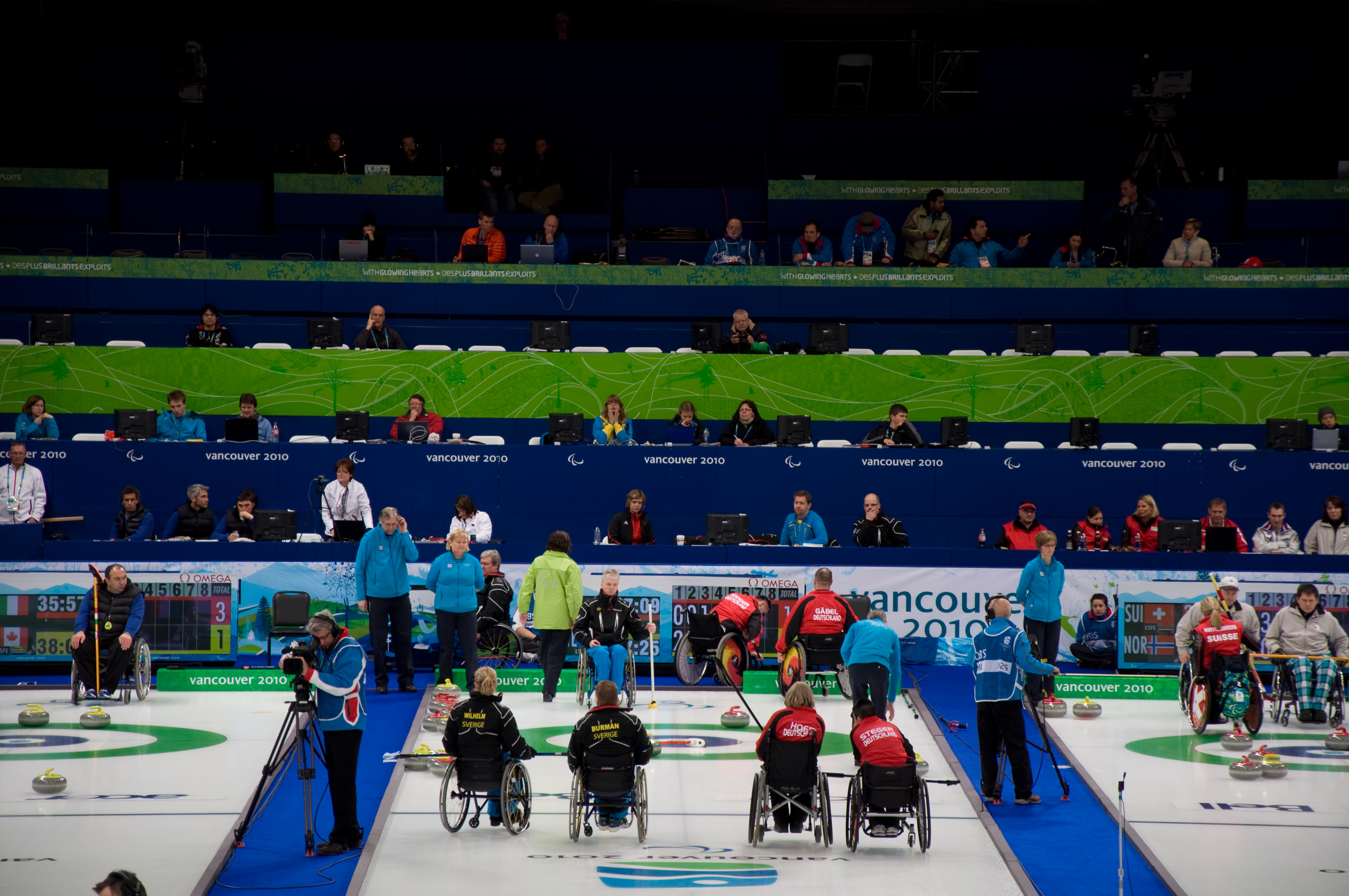
Rolstoelcurling op de Paralympische Winterspelen 2010

Rolstoelcurling is een van de onderdelen die op het programma staan tijdens de Paralympische Winterspelen 2010. De wedstrijden werden gehouden in het Hillcrest Park in Canadese Vancouver van 13 tot en met 20 maart 2010.

## Gemengde teams
De teams bestaan uit vijf curlers. Daarvan is er ten minste één man en één vrouw.

## Kwalificatie
Aan het toernooi doen tien landen mee. Als gastland was Canada direct geplaatst. De overige landen plaatsten zich op basis van de prestaties tijdens de drie voorgaande wereldkampioenschappen.

## Paralympisch toernooi

### Groepsfase
De landen spelen elk een keer tegen elkaar van 13 tot en met 18 maart. De ranglijst werd opgemaakt op basis van het aantal gewonnen wedstrijden. De vier beste landen gaan door naar de halve finale. Omdat Italië en Zweden beiden op de vierde plaats eindigden was een beslissingswedstrijd tussen deze landen noodzakelijk.
| # | Land             | Winst | Verlies |
| - | ---------------- | ----- | ------- |
| 1 | Canada           | 7     | 2       |
|   | Verenigde Staten | 7     | 2       |
| 3 | Zuid-Korea       | 6     | 3       |
| 4 | Italië           | 5     | 4       |
|   | Zweden           | 5     | 4       |
| 6 | Duitsland        | 3     | 6       |
|   | Groot-Brittannië | 3     | 6       |
|   | Japan            | 3     | 6       |
|   | Noorwegen        | 3     | 6       |
|   | Zwitserland      | 3     | 6       |

### Halve finales
| Datum    | Lokale tijd | Land             | Score  | Land       |
| -------- | ----------- | ---------------- | ------ | ---------- |
| 20 maart | 10:00       | Zweden           | 5 - 10 | Canada     |
| 20 maart | 19:00       | Verenigde Staten | 5 - 7  | Zuid-Korea |

### Bronzen finale
| Datum    | Lokale tijd | Land   | Score | Land             |
| -------- | ----------- | ------ | ----- | ---------------- |
| 20 maart | 15:30       | Zweden | 7 - 5 | Verenigde Staten |

### Finale
| Datum    | Lokale tijd | Land   | Score | Land       |
| -------- | ----------- | ------ | ----- | ---------- |
| 20 maart | 15:30       | Canada | 8 - 7 | Zuid-Korea |

Alpineskiën · Biatlon · Langlaufen · Rolstoelcurling · Sledgehockey
2006 · 2010 · 2014 · 2018